# Уэст-Йоркшир
Уэ́ст-Йо́ркшир (англ. West Yorkshire, [ˌwest ˈjɔːrkʃər]) — церемониальное метрополитенское графство на севере Англии. Входит в состав региона Йоркшир и Хамбер. Крупнейший город — Лидс. Население 2,161 млн человек (4-е место среди церемониальных графств; данные 2005 г.).

## География
Общая площадь территории 2029 км² (29-е место среди церемониальных графств).

## История
Первые поселенцы появились на территории исторического Йоркшира после окончания последнего ледникового периода, 8000 лет до н. э. — это были собиратели и охотники. Первые свидетельства человеческого присутствия относятся к 7000 годам до н. э., к эпохе мезолита, они были обнаружены в долине ледникового озера Пикеринг.
Немного позднее будущий Йоркшир населили кельтские племена бригантов и парисиев. Бриганты контролировали территории современных Норт-Йоркшира и Уэст-Йоркшира, и даже сделали их центральными в своем государстве — на это указывает тот факт, что столица Бригантии находилась в йоркширском городе Альборо (тогда известном как Isurium Brigantum), а 6 из 9 бригантских городов находились в исторических пределах графства. В 43 году н. э. начался римский захват Британии, однако бриганты (населявшие почти весь север Англии) смогли установить вассальные отношения с Римом и сохранить независимость на время правления Картимандуи и Венутия. Однако королева бросила мужа и стала единоличной правительницей Бригантии. Венутий поднял восстание против бывшей супруги и сумел вернуть себе трон, но после этого север Англии недолго оставался независимым: в 71 году н. э. римляне завоевали бригантов. Во время римского правления позиции будущего Йоркшира укрепились, римляне даже сделали город Эборакум (будущий Йорк) столицей всех римских земель в Британии.
В начале V века римляне ушли из Британии. Но, несмотря на то, что к тому времени сама Римская империя начала распадаться и деградировать, она оставила Йоркширу многие полезные достижения цивилизации — канализацию, ирригационные системы, образование, дороги, публичные библиотеки, литературу, календарь.
После ухода римлян на территории Йоркшира образовались небольшие кельтские королевства: Эбраук, выросший вокруг Эборакума, и Элмет, расположенный на месте сегодняшнего Уэст-Йоркшира. Последнее королевство сдерживало напор вторгшихся англосаксов полтора века, но, в конце концов, пало и вошло в состав англосакского королевства Дейра. Дейра, в свою очередь, объединилась с королевством Бернициа в начале VII века — в результате образовалось королевство Нортумбрия, в свои лучшие годы простиравшееся от Ирландского моря до Северного и от Эдинбурга до Халламшира (современный Саут-Йоркшир).
В 886 году в Нортумбрию вторглась армия датских викингов, которую британцы назвали «Великой армией язычников». Викинги захватили город Эборакум (к тому времени называвшийся «Эофорвиком»), и переименовали его в Йорвик. Вокруг они основали королевство под тем же названием, покрывшее юг Нортумбрии, то есть территории сегодняшнего региона Йоркшир. Кроме того, викинги захватили значительную часть Англии, получившую название Данелага, но только Йорвик был по-настоящему викингским королевством, позднее перешедшим к норвежским королям. Все столетие датского правления в будущем графстве процветала международная торговля. Уэссекс сумел вернуть англосаксам контроль над английским севером и включил Йоркшир в состав Нортумбрии, бывшей тогда скорее отдельным графством Уэссекса, нежели отдельным королевством. Уэссекские короли уважали норвежские обычаи в Йоркшире, и даже передали законодательную власть в руки местной аристократии.
Осенью 1066 года, за несколько недель до битвы при Гастингсе, брат короля Англии Гарольда II Тостиг и Харальд Суровый, король Норвегии, предъявляющий претензии на английский трон, вторглись в северные графства, выиграли битву при Фулфорде и захватили Йорк. Гарольд II отправился со своей армией на север, где в кровавой битве при Стамфорд-Бридж норвежская армия потерпела поражение, а Тостиг и Харальд погибли. Однако победителю пришлось сразу же вернуться на юг, к месту высадки Вильгельма Завоевателя. В битве при Гастингсе король Гарольд II погиб, его армия проиграла сражение, что повлекло за собой Норманнское завоевание Англии.
В сентябре 1069 года обитатели северной Англии, заручившись поддержкой короля Дании Свена II Эстридсена, подняли бунт против нормандских завоевателей. В ответ на бунт Вильгельм приказал опустошить север. В результате на территории от Йорка до Дарема были уничтожены все посевы, домашние животные и средства производства, а многие жители жестоко убиты. Той же зимой множество северян погибло от голода и холода: согласно летописцу Ордерику Виталию, число всех жертв «разорения Севера» (Harrying of the North) превысило 100 000 человек.
В последующие столетия в Йоркшире было основано множество аббатств, монастырей и городов, таких как Лидс, Халл, Шеффилд, Барнсли, Донкастер, Скарбург. Среди городов, основанных до завоевания, процветали только Йорк, Бридлингтон и Поклингтон. До Великого голода 1315—1322 годов, разразившегося по всей Британии, население Йорка стремительно росло. В 1349 году до Йоркшира добралась эпидемия бубонной чумы, выкосившая примерно треть его жителей.
После свержения короля Ричарда II в 1399 году началась вражда между двумя ветвями династии Плантагенетов — Йорками и Ланкастерами, вылившаяся в ряд вооружённых конфликтов, известный сегодня как войны Алой и Белой розы. Некоторые из сражений этих войн прошли в Йоркшире — например, битвы при Вейкфилде и Тоутоне. 4 марта 1461 года, после ожесточенной борьбы король Генрих VI из дома Ланкастеров был свергнут и заключён в тюрьму своим кузеном Эдвардом IV из дома Йорков, ставшим новым королём Англии. Но всего 8 лет спустя военные действия продолжились, и Эдварду пришлось бежать в Бургундию, а Генрих VI вновь взошёл на престол.
Но Эдвард вернулся, высадившись в восточно-йоркширском городе Равенспурн, и победил Генриха IV. Последнего ланкастерского монарха заключил в лондонский Тауэр, где и убили 21 мая 1471 года. Последующее правление Эдварда было мирным, но 9 апреля 1483 он внезапно умер, а наследником объявили его 12-летнего сына Эдуарда V, что послужило поводом для возобновления войны. Брат покойного монарха Ричард III (проведший большую часть юности в Йоркшире) поместил Эдуарда V и его брата, 10-летнего герцога Ричарда Йоркского, в лондонский Тауэр, где детей, скорее всего, убили, после того, как Парламент признал их незаконными сыновьями Эдуарда IV. Ричард III взошёл на английский престол, но пробыл королём всего два года: 22 августа 1485 года силы Генриха Тюдора из дома Ланкастеров победили в битве при Босворте (Лестершир), а Ричард III был убит своими же солдатами. Тюдора провозгласили королём Генрихом VII прямо на поле боя, чуть позднее он женился на Елизавете Йоркской, дочери Эдуарда IV, тем самым завершив войны Алой и Белой розы.
В XVI веке производство шерсти, сосредоточенное в Уэст-Йоркшире, помогло возрождению йоркширской экономики. В 1536 году, в связи с закрытием Генрихом VIII некоторых йоркширских монастырей, разрывом церковных отношений с Римом и насаждением англиканства поднялся бунт, названный «Благодатным паломничеством» (Pilgrimage of Grace), и несмотря на жесткие меры пресечения (вплоть до смертной казни), в графстве ещё долго существовали общины католиков.
Во время Английской революции, начавшейся в 1642 году, Йоркшир не придерживался одной стороны конфликта: Северный Йоркшир и город Йорк были преимущественно роялистскими, город Халл — парламентаристским. Роялисты и парламентаристы попеременно одерживали победы друг над другом, пока последние не выиграли битву при Марстон-Мур, взяв под контроль весь английский север.
В регионе продолжало активно развиваться производство шерсти, а в Уэст-Йоркшире начали добывать уголь. В начале XVIII века через графство провели каналы, в том же веке процветали курортные города Харрогейт и Скарбург, в которых находились минеральные источники.
В XIX веке население Йоркшира продолжило расти, а промышленная революция подхлестнула развитие текстильных фабрик, сталелитейных цехов и угольных шахт. Однако из-за быстро развивающейся индустрии условия жизни значительно ухудшились, в 1832 и 1848 годах по графству прошлись эпидемии холеры, но, к счастью для йоркширцев, к концу века была установлена современная канализация. В это же время в графстве было построено несколько железных дорог, достигавших самых отдалённых его частей, а также проведены каналы. В 1889 году в ридингах были созданы собственные советы, но крупные города не входили в их юрисдикцию — и получили статусы городов-графств.
Во время Второй мировой войны Йоркшир стал важной базой для командования королевскими бомбардировщиками, тем самым выйдя на передовую конфликта.
В 1970-х по всей Великобритании прошли реформы местного самоуправления. В 1974 историческое графство Йоркшир перестало существовать, разделившись на неметропольные Норт-, Уэст- и Ист-Йоркширы, часть территорий «разошлась» по другим графствам.
Уэст-Йоркшир был сформирован 1 апреля 1974 года, в результате указа о местном самоуправлении 1972 года, пределы нового графства примерно соответствуют границам исторического райдинга Уэст-Йоркшир.
Уэст-йоркширский совет был упразднён в 1986 году, однако графство продолжает существовать как в плане законе, так и на карте. Внутри исторических пределов Йоркшира находится заключённая в Уэст-Йоркшире уэст-йоркширская городская зона — самая плотно застроенная и крупная территория такого рода.

## Политика
Советы для метропольных графств были упразднены в 1986 г., управление было передано в ведение округов.

## Состав
В состав графства входят 5 метрополитенских районов (боро):
- Кирклис
- Колдердейл
- Сити-оф-Брадфорд
- Сити-оф-Лидс
- Сити-оф-Уэйкфилд

## Города
- Брадфорд

## Экономика
Основу экономики современного Уэст-Йоркшира составляет сфера услуг. Однако графство обладает богатым наследием индустриализации — здесь сосредоточена значительная часть промышленности исторического Йоркшира, поскольку именно на территории этого графства находится северный участок крупнейшего в Великобритании каменноугольного бассейна. Промышленность представлена металлургией, машиностроением, производством шерсти.
Уэст-Йоркшир расположен в самой стратегически важной части Йоркшира — через него проходят автомагистрали М62, М1, шоссе А1. В графстве есть две крупные железнодорожные станции — Лидс-Сити и Уэйкфилд-Уэстгейт, а также здесь расположен крупнейший аэропорт региона — Лидс-Брадфорд.

## Культура
В Уэст-Йоркшире родились такие известные британцы, как актёр Питер О’Тул, писатели Хелен Филдинг и Стэн Барстоу, вокалист и музыкант Фрэнк Тови, музыкант и автор песен Эд Ширан, а так же музыкант Эмерсон, Кит

## Достопримечательности
Также из графства Йоркшир берёт начало популярная группа Smokie — Крис Норман, Алан Силсон, Терри Аттли, Пит Спенсер.

## Образование
В графстве 144 государственные и 29 частных школ, а также 635 начальных и 15 грамматических. Средне-специальное и высшее образование предоставляют 23 местных колледжа и три ВУЗа: университет Брадфорда, университет Лидса, Городской университет Лидса (Leeds Metropolitan University).